# Копша Мика (Сибињ)
Копша Мика (рум. Copşa Mică) насеље је у Румунији у округу Сибињ у општини Копша Мика. Oпштина се налази на надморској висини од 281 m.

## Становништво
Према подацима из 2002. године у насељу је живело 5369 становника.

### Попис2002.
| Расподела становништва по националности 2002.‍ | Расподела становништва по националности 2002.‍ | Расподела становништва по националности 2002.‍ | Расподела становништва по националности 2002.‍ | Расподела становништва по националности 2002.‍ |
| --------------------------------------------- | --------------------------------------------- | --------------------------------------------- | --------------------------------------------- | --------------------------------------------- |
|                                               |                                               |                                               |                                               |                                               |
| Румуни                                        | Румуни                                        |                                               | 4.304                                         | 80,2%                                         |
| Мађари                                        | Мађари                                        |                                               | 637                                           | 11,9%                                         |
| Роми                                          | Роми                                          |                                               | 390                                           | 7,3%                                          |
| Немци                                         | Немци                                         |                                               | 36                                            | 0,7%                                          |